# Andrea Bieler
Andrea Bieler (* 1963 in Alfeld (Leine)) ist eine deutsche evangelische Theologin.

## Leben
Von 1982 bis 1989 studierte sie Evangelische Theologie an der Philipps-Universität Marburg; Universiteit van Amsterdam und Universität Hamburg. Nach der Promotion 1993 an der Universität Kassel war sie von 2000 bis 2012 Associate Professor of Christian Worship (ab 2008 Full Professor) an der Pacific School of Religion und an der Graduate Theological Union in Berkeley. Von 2012 bis 2016 war sie Professorin für Praktische Theologie an der Kirchlichen Hochschule Wuppertal/Bethel. Seit 2017 ist sie Professorin für Praktische Theologie an der Theologischen Fakultät der Universität Basel.
Ihre Forschungsschwerpunkte sind Migration und Religion, Vulnerabilität und Conviviality in Motion.